# VW Derby
Der VW Derby war ein von Audi in Ingolstadt für Volkswagen (VW) auf der Basis des VW Polo entwickelter Kleinwagen, der ab Februar 1977 von Volkswagen hergestellt wurde. Die kleine Limousine war im Grunde ein Polo mit Stufenheck. Die technische Basis stellte das Konzernschwestermodell Audi 50. Die Stufenheckvariante hielt sich über zwei Generationen (Polo I bis Polo II) von Frühjahr 1977 bis Anfang 1985 im VW-Programm.

## Derby I (Typ 86, 1977–1981)

### Allgemeines

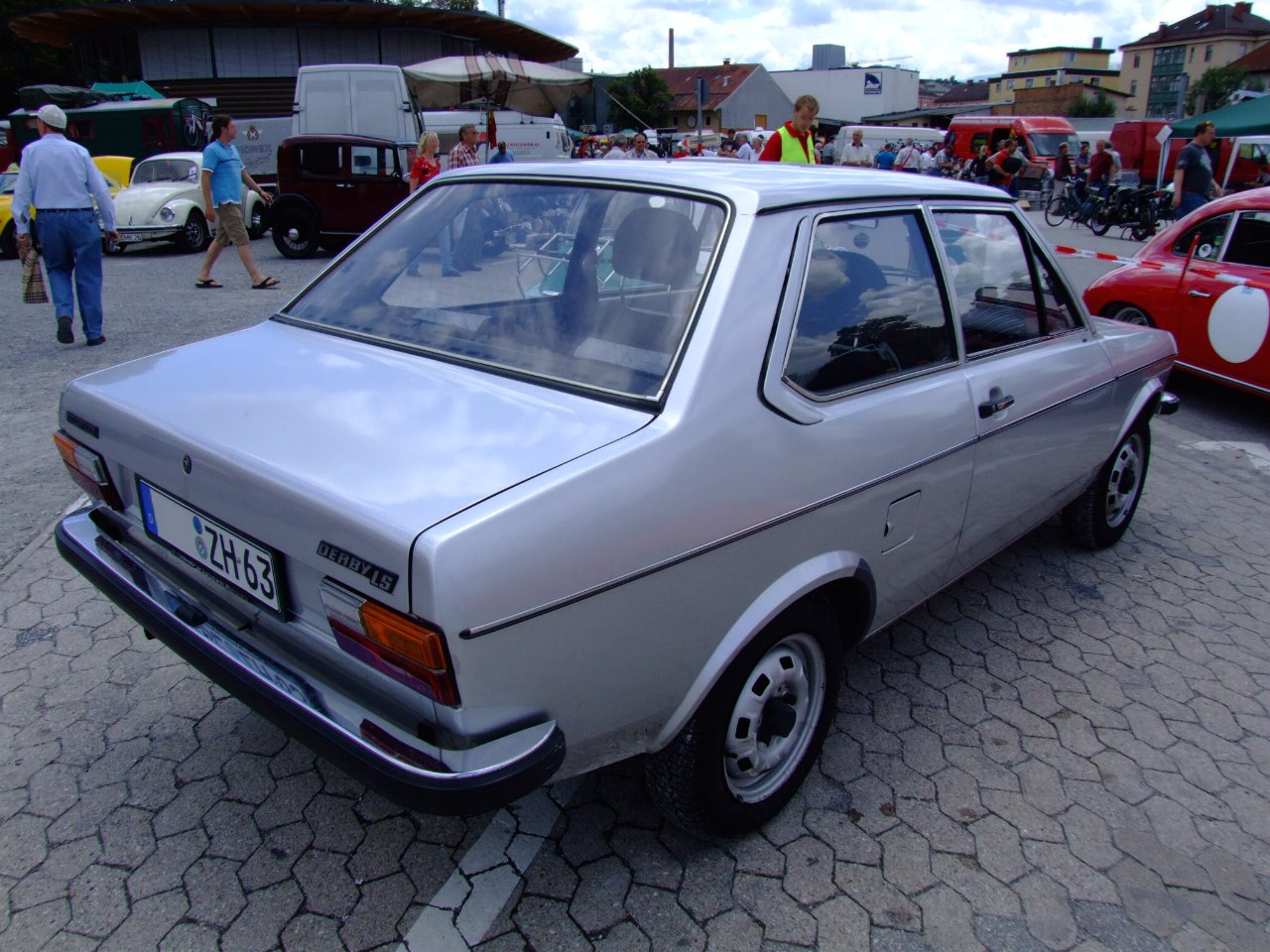
Heckansicht

Die im Februar 1977 vorgestellte erste Version des Derby entsprach bis zur B-Säule seinem Schwestermodell Polo. Die Zwangsbelüftungen in den C-Säulen waren der Form der hinteren Scheiben angepasst, beim Polo waren diese dagegen rund. Anstatt des Schräghecks mit Heckklappe hatte die kleine Limousine aber einen für die Klasse recht großen Kofferraum (Platz für acht Wasserkästen) mit normaler Kofferraumklappe. Auch war die Rücksitzlehne nicht umklappbar. Das Stufenheck wirkte ähnlich wie beim VW Jetta I angesetzt und nicht aus einem Guss, was ihm auch den Spitznamen „Rucksack-Polo“ einbrachte. Der Derby wurde wie auch der Polo ausschließlich als zweitürige Limousine gebaut.
Auch in der Motorisierung und Ausstattung entsprach der Derby dem Polo: Es waren die Modelle Derby, Derby S, Derby L, Derby LS und Derby GLS verfügbar. Drei verschiedene Ottomotoren, alles Reihenvierzylinder, standen zur Wahl:
- 895 cm³, 29 kW (40 PS) bei 5900/min.
- 1093 cm³, 37 kW (50 PS) bei 5600/min.
- 1272 cm³, 44 kW (60 PS) bei 5600/min.

Alle Ausführungen hatten ein handgeschaltetes Vierganggetriebe und Frontantrieb. Beim nur 1981 angebotenen Modell 1.1 Formel E war der vierte Gang besonders lang übersetzt und der Motor hatte ein höheres Drehmoment zu bieten. Beides sollte helfen, Benzin einzusparen.
Am 7. Januar 1977 begann die Serienproduktion im Volkswagenwerk Wolfsburg. Im ersten Produktionsjahr 1977 wurden mit 72.412 Exemplaren mehr als im gleichen Zeitraum beim Polo verkauft. Danach gingen die Verkaufszahlen schon bald deutlich zurück.
Anfang 1979 erfolgte eine leichte Modellpflege, die an den nun aus Kunststoff bestehenden Stoßfängern, einem neu geformten Kühlergrill ohne Chromzierleisten und an nun rechteckigen Scheinwerfern zu erkennen war. Im Innenraum wurde die Armaturentafel überarbeitet und dem Polo angepasst.
Nach knapp fünf Jahren Bauzeit wurde Ende 1981 die zweite Generation des Derby vorgestellt.

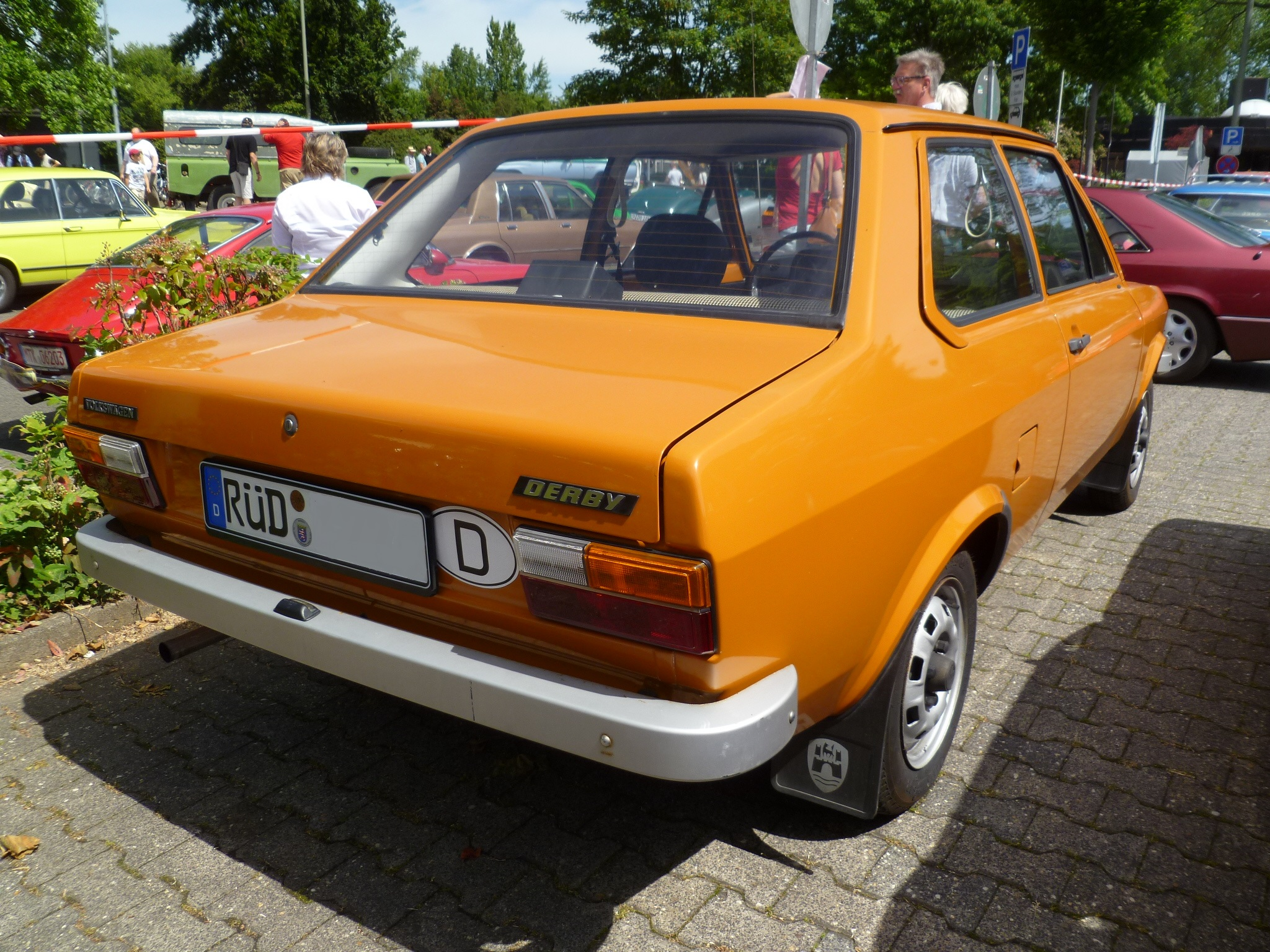
VW Derby (1977–1979), Grundausstattung
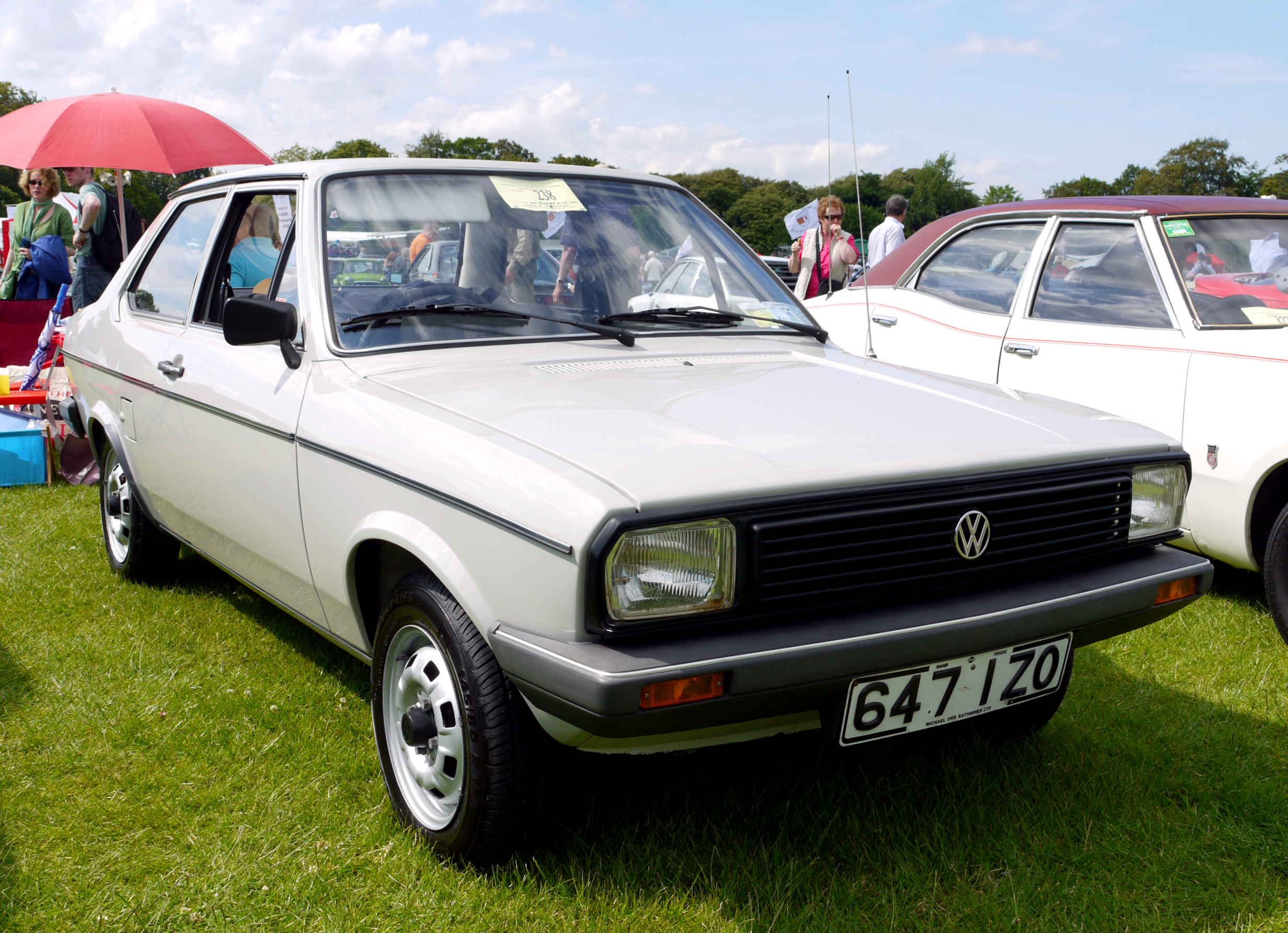
VW Derby S (1979–1981)
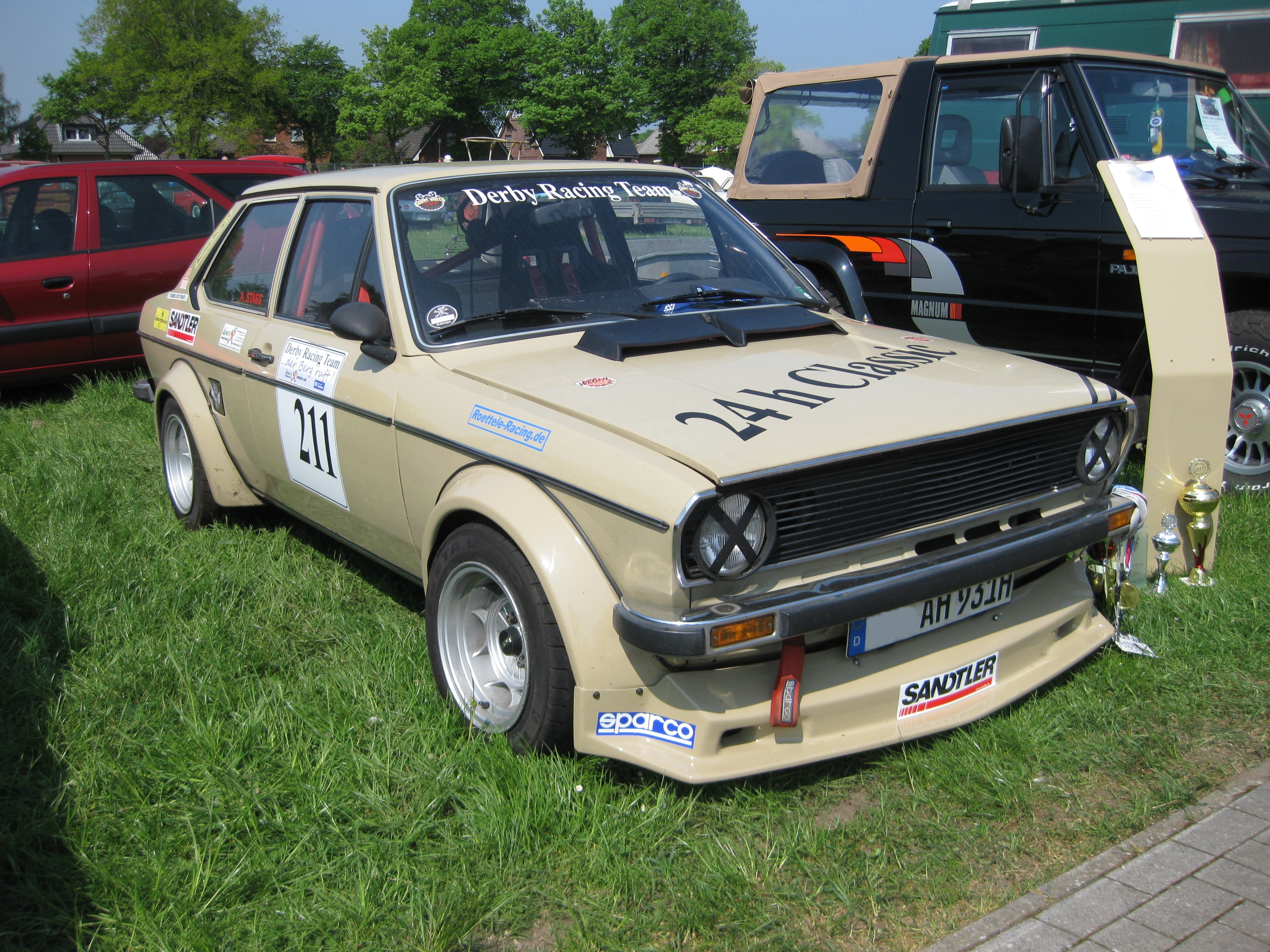
VW Derby im Motorsport
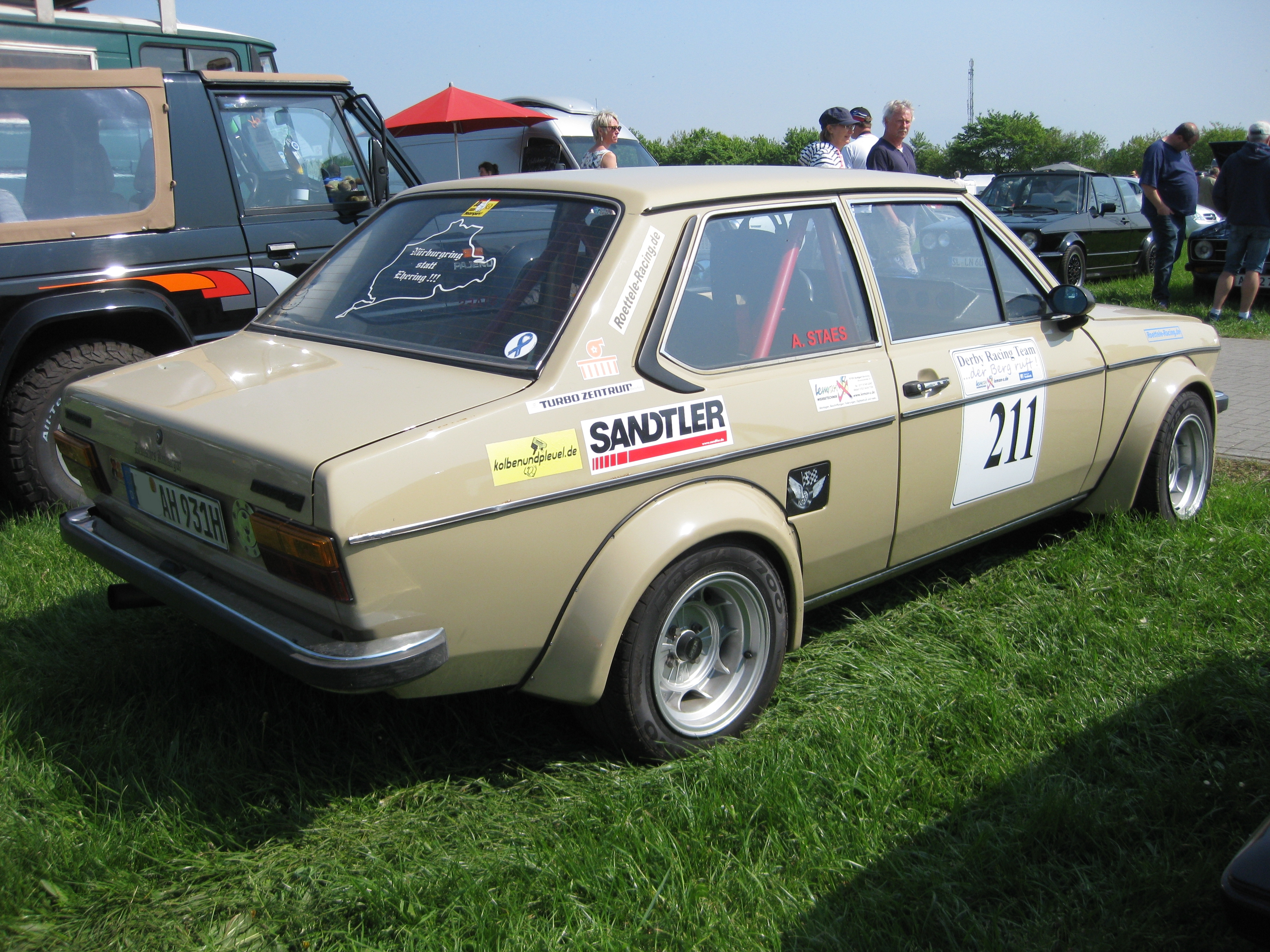
VW Derby im Renntrim

| VW Derby/Polo                | 0.9                                                | 1.1                                                | 1.1 Formel E (1981)                                | 1.3 (1977–1981)                                    |
| ---------------------------- | -------------------------------------------------- | -------------------------------------------------- | -------------------------------------------------- | -------------------------------------------------- |
| Motor                        | 4-Zylinder-Reihenmotor (Viertakt)                  | 4-Zylinder-Reihenmotor (Viertakt)                  | 4-Zylinder-Reihenmotor (Viertakt)                  | 4-Zylinder-Reihenmotor (Viertakt)                  |
| Hubraum                      | 895 cm3                                            | 1093 cm3                                           | 1093 cm3                                           | 1272 cm3                                           |
| Bohrung × Hub                | 69,5 × 59 mm                                       | 69,5 × 72 mm                                       | 69,5 × 72 mm                                       | 75 × 72 mm                                         |
| Leistung bei 1/min           | 29 kW (40 PS) bei 5900                             | 37 kW (50 PS) bei 5600                             | 37 kW (50 PS) bei 5600                             | 44 kW (60 PS) bei 5600                             |
| max. Drehmoment bei 1/min    | 61 Nm bei 3500                                     | 75 Nm bei 3500                                     | 80 Nm bei 3300                                     | 93 Nm bei 3400                                     |
| Gemischaufbereitung          | 1 Fallstromvergaser                                | 1 Fallstromvergaser                                | 1 Fallstromvergaser                                | 1 Fallstromvergaser                                |
| Ventilsteuerung              | Zahnriemen, obenliegende Nockenwelle, Schlepphebel | Zahnriemen, obenliegende Nockenwelle, Schlepphebel | Zahnriemen, obenliegende Nockenwelle, Schlepphebel | Zahnriemen, obenliegende Nockenwelle, Schlepphebel |
| Kühlung                      | Wasserkühlung                                      | Wasserkühlung                                      | Wasserkühlung                                      | Wasserkühlung                                      |
| Getriebe                     | Vierganggetriebe                                   | Vierganggetriebe                                   | Vierganggetriebe                                   | Vierganggetriebe                                   |
| Radaufhängung vorne          | MacPherson-Federbeine, Querlenker                  | MacPherson-Federbeine, Querlenker                  | MacPherson-Federbeine, Querlenker                  | MacPherson-Federbeine, Querlenker                  |
| Radaufhängung hinten         | Koppellenkerachse, Federbeine                      | Koppellenkerachse, Federbeine                      | Koppellenkerachse, Federbeine                      | Koppellenkerachse, Federbeine                      |
| Bremsen                      | Scheiben vorne, Trommeln hinten                    | Scheiben vorne, Trommeln hinten                    | Scheiben vorne, Trommeln hinten                    | Scheiben vorne, Trommeln hinten                    |
| Karosserie                   | Stahlblech, selbsttragend                          | Stahlblech, selbsttragend                          | Stahlblech, selbsttragend                          | Stahlblech, selbsttragend                          |
| Spurweite vorne/hinten       | 1296/1312 mm                                       | 1296/1312 mm                                       | 1296/1312 mm                                       | 1296/1312 mm                                       |
| Radstand                     | 2335 mm                                            | 2335 mm                                            | 2335 mm                                            | 2335 mm                                            |
| Länge                        | 3836–3915 mm                                       | 3836–3915 mm                                       | 3836–3915 mm                                       | 3836–3915 mm                                       |
| Leergewicht                  | 730 kg                                             | 730 kg                                             | 730 kg                                             | 730 kg                                             |
| Höchstgeschwindigkeit        | 132–135 km/h                                       | 141–144 km/h                                       | 141–144 km/h                                       | 152 km/h                                           |
| Beschleunigung (0–100 km/h)  | 21 s                                               | 18 s                                               | 17 s                                               | 15 s                                               |
| Verbrauch (1) (Liter/100 km) | 8,5 N                                              | 9,0 N                                              | 8,5 S                                              | 10,0 N                                             |

## Produktionszahlen Derby I
Gesamtproduktion an Fahrzeugen von 1976 bis 1981.
Die anteiligen Produktionszahlen von Derby I und Derby II im Jahr 1981 sind nicht bekannt.
| Jahr | 1976 | 1977    | 1978   | 1979   | 1980   | 1981      | Summe       |
| ---- | ---- | ------- | ------ | ------ | ------ | --------- | ----------- |
|      | 62   | 112.783 | 77.465 | 67.023 | 33.953 | ca. 9.000 | ca. 300.000 |

## Derby II (Typ 86C, 1981–1985)

### Allgemeines
Der zweite Derby entstand durch eine grundlegende Überarbeitung des Vorgängers. Wie der Polo II bekam auch er Kunststoffstoßfänger und einen neuen Kühlergrill. Anders als beim Schwestermodell waren diesmal die Scheinwerfer aber rechteckig. Auch den Derby II gab es ausschließlich mit zwei Türen. Außer neuen Rücklichtern gab es auch eine andere Motorenpalette:
- 1035 cm³, 29 kW (40 PS) bei 5300/min.
- 1093 cm³, 37 kW (50 PS) bei 5600/min.
- 1272 cm³, 44 kW (60 PS) bei 5600/min. (bis 07.1983)
- 1272 cm³, 40 kW (55 PS) bei 5400/min. (ab 08.1983)

Auch der 1.1 Formel E wurde bis Ende 1983 beibehalten und ab Anfang 1984 durch den 1.3 Formel E ersetzt. Es waren die Modelle Derby C, Derby CL und Derby GL verfügbar.
Nachdem im Jahr 1984 nur noch 5044 Exemplare des Derby verkauft werden konnten, wurde er im Januar 1985 (gleichzeitig mit dem Stufenheck-Ableger Santana des Passat) mit dem Namen des Basismodells versehen. Der Derby wurde folglich in Polo umbenannt und erhielt wieder runde Scheinwerfer.
Unter dem Namen Derby entstanden von November 1981 bis Januar 1985 insgesamt knapp 370.000 Exemplare.

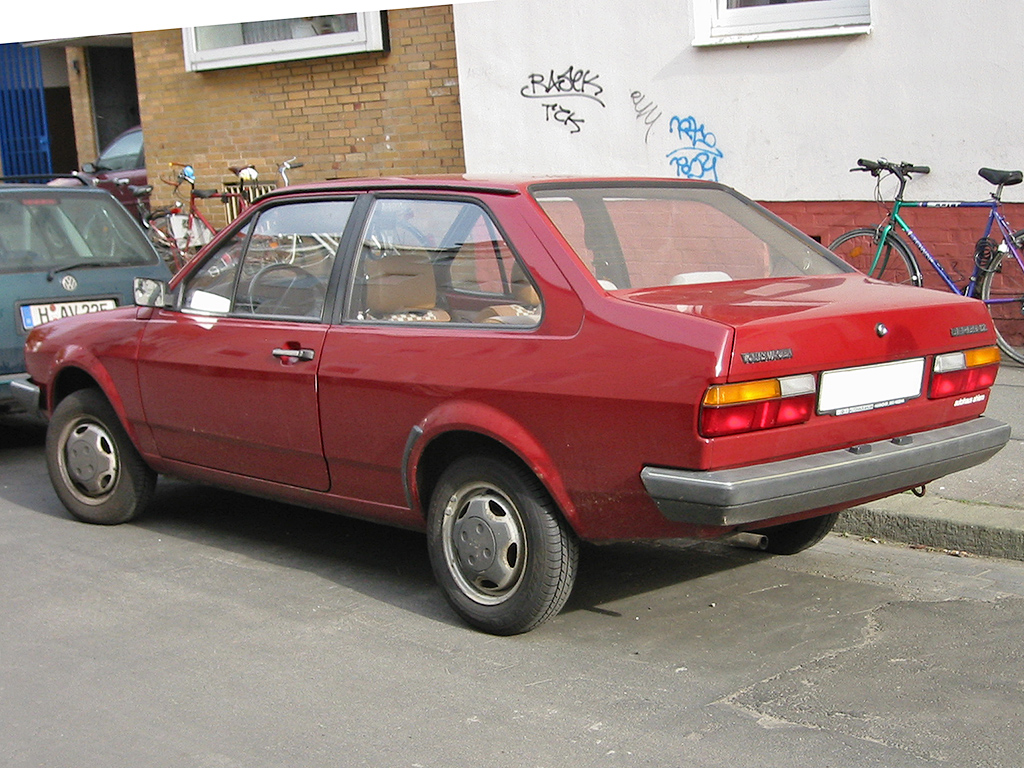
Heckansicht

| VW Derby                     | 1.0 (1981–1985)                   | 1.1 (1981–1983)                   | 1.1 Formel E (1981–1983)          | 1.3 (1981–1983)                   | 1.3 (1983–1985)                   | 1.3 Formel E (1984–1985)          |
| ---------------------------- | --------------------------------- | --------------------------------- | --------------------------------- | --------------------------------- | --------------------------------- | --------------------------------- |
| Motor                        | 4-Zylinder-Reihenmotor (Viertakt) | 4-Zylinder-Reihenmotor (Viertakt) | 4-Zylinder-Reihenmotor (Viertakt) | 4-Zylinder-Reihenmotor (Viertakt) | 4-Zylinder-Reihenmotor (Viertakt) | 4-Zylinder-Reihenmotor (Viertakt) |
| Hubraum                      | 1035 cm3                          | 1093 cm3                          | 1093 cm3                          | 1272 cm3                          | 1272 cm3                          | 1272 cm3                          |
| Bohrung × Hub                | 75 × 59 mm                        | 69,5 × 72 mm                      | 69,5 × 72 mm                      | 75 × 72 mm                        | 75 × 72 mm                        | 75 × 72 mm                        |
| Leistung bei 1/min           | 29 kW (40 PS) bei 5300            | 37 kW (50 PS) bei 5600            | 37 kW (50 PS) bei 5600            | 44 kW (60 PS) bei 5600            | 40 kW (55 PS) bei 5400            | 40 kW (55 PS) bei 5400            |
| max. Drehmoment bei 1/min    | 73 Nm bei 2700                    | 75 Nm bei 3500                    | 80 Nm bei 3300                    | 93 Nm bei 3500                    |                                   | 94 Nm bei 3400                    |
| Gemischaufbereitung          | 1 Fallstromvergaser               | 1 Fallstromvergaser               | 1 Fallstromvergaser               | 1 Fallstromvergaser               | 1 Register-Fallstromvergaser      | 1 Register-Fallstromvergaser      |
| Ventilsteuerung              | OHC, Zahnriemen                   | OHC, Zahnriemen                   | OHC, Zahnriemen                   | OHC, Zahnriemen                   | OHC, Zahnriemen                   | OHC, Zahnriemen                   |
| Kühlung                      | Wasserkühlung                     | Wasserkühlung                     | Wasserkühlung                     | Wasserkühlung                     | Wasserkühlung                     | Wasserkühlung                     |
| Getriebe                     | Vierganggetriebe                  | Vierganggetriebe                  | Vierganggetriebe                  | Vierganggetriebe                  | Vierganggetriebe                  | Vierganggetriebe                  |
| Radaufhängung vorne          | MacPherson-Federbeine, Querlenker | MacPherson-Federbeine, Querlenker | MacPherson-Federbeine, Querlenker | MacPherson-Federbeine, Querlenker | MacPherson-Federbeine, Querlenker | MacPherson-Federbeine, Querlenker |
| Radaufhängung hinten         | Koppellenkerachse, Federbeine     | Koppellenkerachse, Federbeine     | Koppellenkerachse, Federbeine     | Koppellenkerachse, Federbeine     | Koppellenkerachse, Federbeine     | Koppellenkerachse, Federbeine     |
| Bremsen                      | Scheiben vorne, Trommeln hinten   | Scheiben vorne, Trommeln hinten   | Scheiben vorne, Trommeln hinten   | Scheiben vorne, Trommeln hinten   | Scheiben vorne, Trommeln hinten   | Scheiben vorne, Trommeln hinten   |
| Karosserie                   | Stahlblech, selbsttragend         | Stahlblech, selbsttragend         | Stahlblech, selbsttragend         | Stahlblech, selbsttragend         | Stahlblech, selbsttragend         | Stahlblech, selbsttragend         |
| Spurweite vorne/hinten       | 1306/1332 mm                      | 1306/1332 mm                      | 1306/1332 mm                      | 1306/1332 mm                      | 1306/1332 mm                      | 1306/1332 mm                      |
| Radstand                     | 2335 mm                           | 2335 mm                           | 2335 mm                           | 2335 mm                           | 2335 mm                           | 2335 mm                           |
| Länge                        | 3975 mm                           | 3975 mm                           | 3975 mm                           | 3975 mm                           | 3975 mm                           | 3975 mm                           |
| Leergewicht                  | 715–800 kg                        | 715–800 kg                        | 715–800 kg                        | 715–800 kg                        | 715–800 kg                        | 715–800 kg                        |
| Höchstgeschwindigkeit        | 135 km/h                          | 148 km/h                          | 148 km/h                          | 155 km/h                          | 153 km/h                          | 155 km/h                          |
| Beschleunigung (0–100 km/h)  | 19 s                              | 16 s                              | 17 s                              | 15 s                              | 14,5 s                            | 15 s                              |
| Verbrauch (1) (Liter/100 km) | 8,5 N                             | 9,0 N                             | 8,5 S                             | 10,0 N                            | 8,0 N                             | 7,5 N/S                           |

## Produktionszahlen Derby II
Gesamtproduktion an Fahrzeugen von 1981 bis 1984.
Die anteiligen Produktionszahlen von Derby I und Derby II im Jahr 1981 sind nicht bekannt.
| Jahr | 1981      | 1982   | 1983   | 1984  | Summe      |
| ---- | --------- | ------ | ------ | ----- | ---------- |
|      | ca. 5.100 | 32.889 | 19.373 | 9.805 | ca. 67.200 |

## Nachfolgemodelle
Den tiefen Fall in der Gunst der Kunden konnte allerdings auch die Umbenennung nicht aufhalten, weshalb im August 1988 der Polo Stufenheck in Deutschland aus dem Programm genommen wurde. Zudem wurde das ab Oktober 1990 angebotene überarbeitete Modell des Polo II (interne Bezeichnung 2F) in Deutschland nicht mehr als Stufenheck angeboten, sondern war nur als Reimport erhältlich. Das Heck des Polo Classic wurde mit Ausnahme der Stoßfänger nicht den anderen Modellen angepasst, sondern blieb das des Vorgängers, erkennbar unter anderem an der Verwendung des alten „Polo“-Schriftzugs.
Erst der Nachfolger Polo III (6N) erhielt wieder eine Stufenheckvariante, den jetzt viertürigen Polo Classic. Dabei handelte es sich jedoch um einen äußerlich modifizierten Seat Cordoba, die Stufenheckvariante des Seat Ibiza. Dieser teilte sich mit dem Polo III eine technische Basis, zum Beispiel das gleiche Armaturenbrett. Ein großer Erfolg wurde allerdings auch er nicht. Dennoch brachte Volkswagen auch auf Basis des Polo IV (9N) ein Stufenheck-Modell auf den Markt. Dabei handelte es sich um einen Brasilien-Import.
Auch hier blieb der Erfolg aus, so dass diese Variante mit dem Facelift des Polo IV im Mai 2005 vom deutschen Markt verschwand. Im Ausland wird die Stufenheckvariante jedoch weiterhin produziert und verkauft.
In Mexiko wird der Polo Classic, basierend auf dem VW Polo III weiterhin unter diesem Namen verkauft.

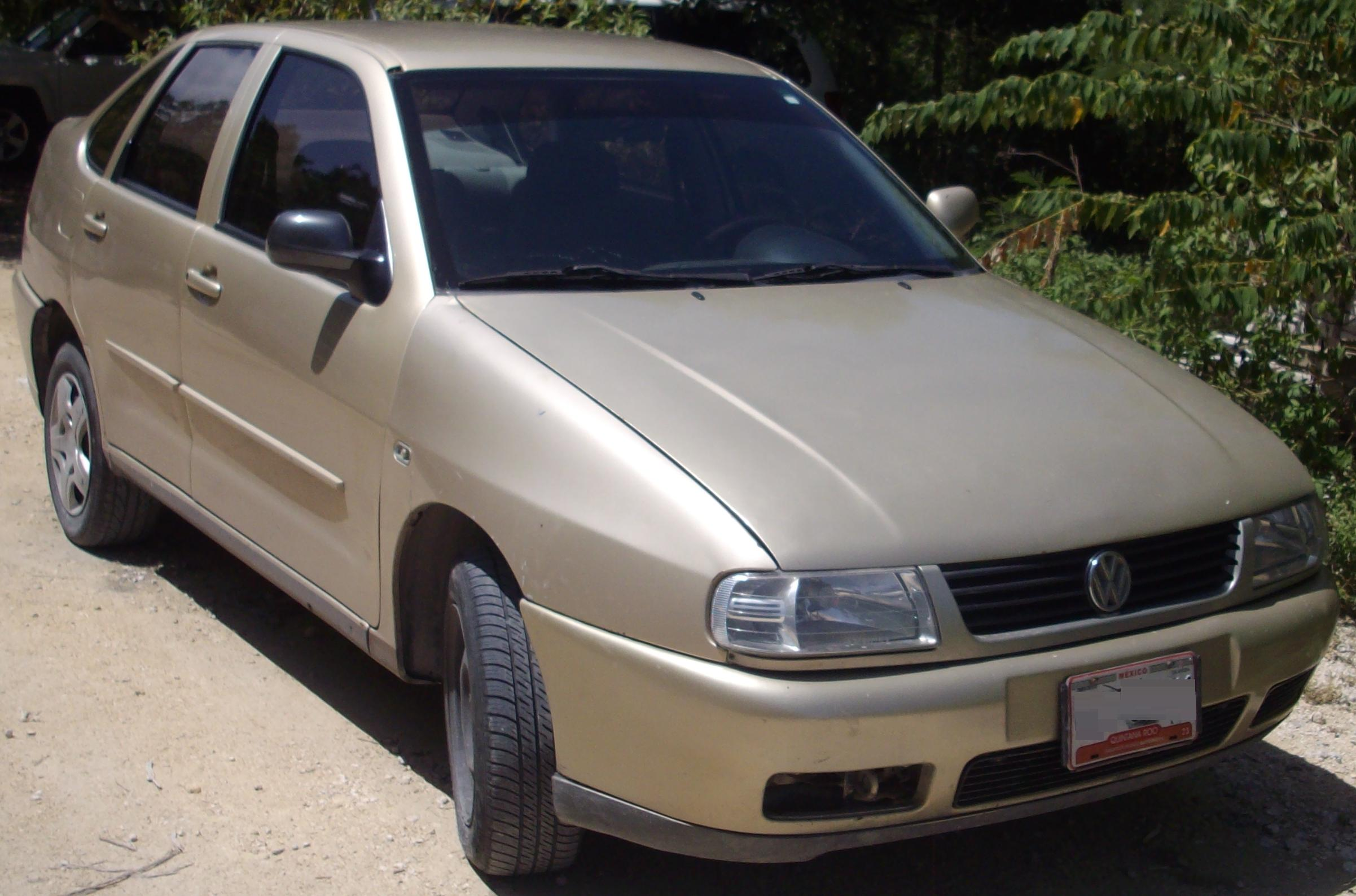
Volkswagen Derby (1999–2005)
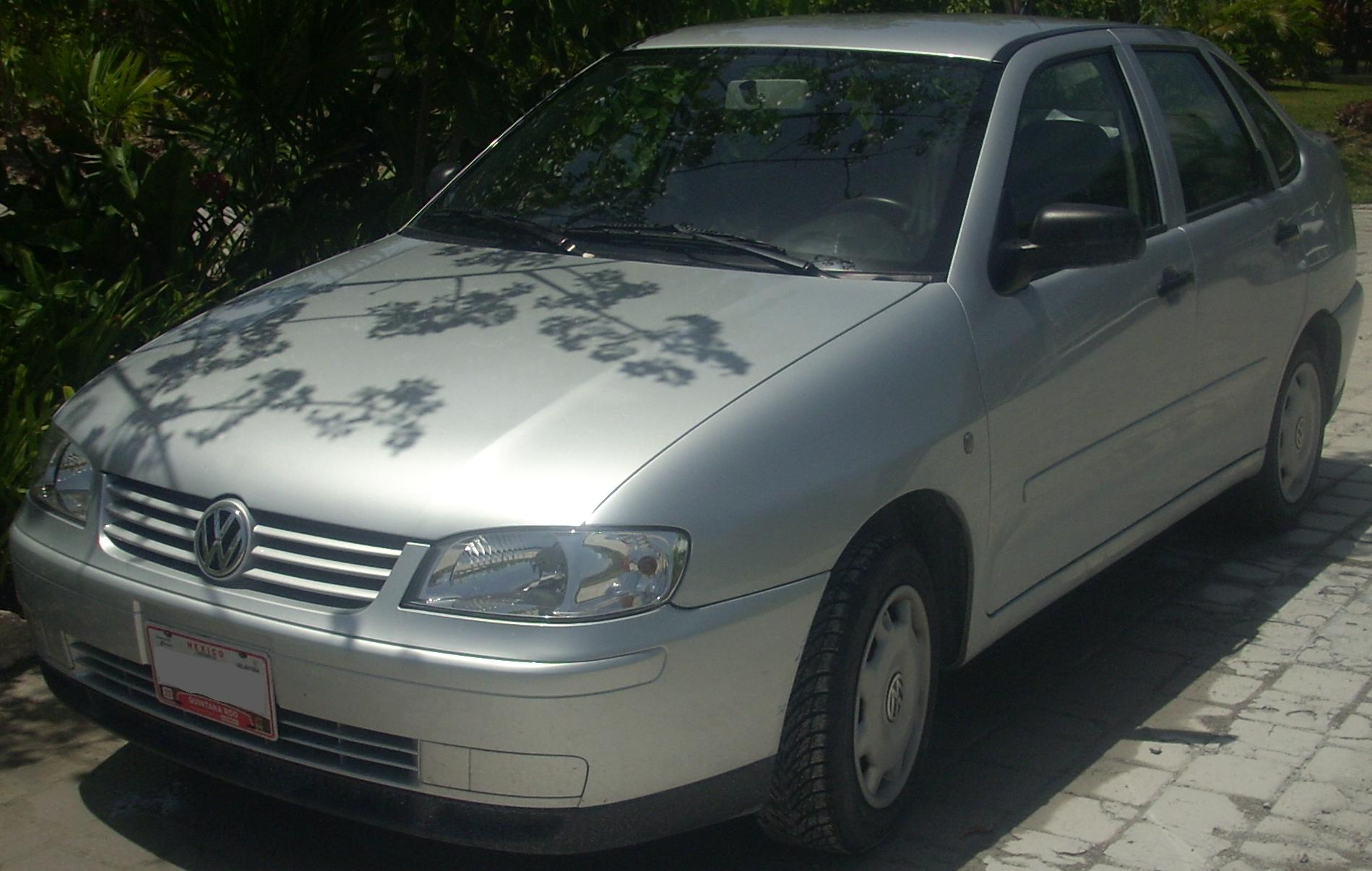
Volkswagen Derby (2005–2008)